# Pestalotiopsis psidii
Pestalotiopsis psidii är en svampart som först beskrevs av Narcisse Theophile Patouillard, och fick sitt nu gällande namn av Mordue 1976. Pestalotiopsis psidii ingår i släktet Pestalotiopsis och familjen Amphisphaeriaceae.   Inga underarter finns listade i Catalogue of Life.